# レレバクタム・イミペネム・シラスタチン
レレバクタム・イミペネム・シラスタチン（Imipenem/cilastatin/relebactam）は、抗生物質として使用される固定用量配合薬である。2019年、米国で複雑性尿路感染症および複雑性腹腔内感染症の治療薬として使用が承認された。静脈注射で投与される。
主な副作用は、嘔気、下痢、頭痛、発熱、肝酵素増加等である。
また、院内細菌性肺炎および人工呼吸器関連細菌性肺炎（HABP/VABP）の治療を受けた人に認められた主な副作用は、AST/ALT上昇（肝酵素上昇）、貧血、下痢、低カリウム血症、低ナトリウム血症等である。

## 効能・効果

### 日本
大腸菌、シトロバクター属、クレブシエラ属、エンテロバクター属、セラチア属、緑膿菌、アシネトバクター属による各種感染症

### 米国
米国では、レレバクタム・イミペネム・シラスタチン（3剤合剤）は、代替治療法が限られている、または無い複雑性尿路感染症および複雑性腹腔内感染症の患者の治療に適応される。また、18歳以上の成人を対象とした院内細菌性肺炎および人工呼吸器関連細菌性肺炎（HABP/VABP）の治療にも適応されている。

### 欧州
欧州連合では、「治療法が限られている成人における好気性グラム陰性菌による感染症の治療」を適応としている。

## 臨床試験
3剤合剤の有効性の判断は、複雑性尿路感染症（cUTI）および複雑性腹腔内感染症（cIAI）に対するイミペネム・シラスタチンの有効性と安全性の知見にも支えられている。3剤合剤に対するレレバクタムの寄与は、in vitro試験および感染症の動物モデルのデータに基づいて評価された。注射で投与された3剤合剤の安全性は、cUTIとcIAIを対象とした2つの試験（Trial 1/NCT01505634、Trial 2/NCT01506271）で検討された。cUTI試験では、298名の成人被験者99名に3剤合剤が投与された。cIAI試験には347名が参加し3剤合剤が117名に投与された。
治験1では、cUTIで入院した成人患者が対象となった。試験2では、手術やドレナージを必要とするcIAIで入院した成人患者が登録された。両試験とも、参加者はイミペネム・シラスタチンに様々な用量のレレバクタムを併用する群と、イミペネム・シラスタチンにプラセボを併用する群に分けられ、盲検下で6時間毎に4～14日間投与された。本試験は、欧州、南米、米国、アジア太平洋、アフリカ、メキシコで実施された。
院内細菌性肺炎および人工呼吸器関連細菌性肺炎（HABP／VABP）に対する3剤合剤の安全性と有効性は、グラム陰性菌によるHABP／VABPを発症した入院中の成人535名を対象とした無作為化比較臨床試験において、266名に3剤合剤を投与し、269名には別の抗菌薬であるピペラシリン・タゾバクタムを投与して評価された。全体として、3剤合剤を投与された被験者の16％、ピペラシリン・タゾバクタムを投与された被験者の21％が、試験開始後28日目までに死亡した。

## 承認
レレバクタム・イミペネム・シラスタチンの申請については、米国食品医薬品局より、適格感染症治療製品（Qualified Infectious Disease Product；QIDP）、迅速承認、優先審査に指定され、2019年7月に承認された。
2020年2月には欧州連合での使用が承認された。
2020年6月、米国で「18歳以上の成人における院内細菌性肺炎および人工呼吸器関連細菌性肺炎（HABP／VABP）の治療」という適応症で承認された。
2021年06月23日、日本でレレバクタム・イミペネム・シラスタチンに感性でカルバペネム系抗菌薬に耐性を示す各菌株（効能・効果節参照）による各種感染症の治療薬として承認された。